# Allochthonius fanjingshan
Espèce
Allochthonius fanjingshan est une espèce de pseudoscorpions de la famille des Pseudotyrannochthoniidae.

## Distribution
Cette espèce est endémique du Guizhou en Chine. Elle se rencontre dans le xian de Jiangkou.

## Description
Le mâle holotype mesure 2,41 mm et les femelles de 2,32 à 2,43 mm.

## Étymologie
Son nom d'espèce lui a été donné en référence au lieu de sa découverte, la réserve naturelle de Fanjingshan.

## Publication originale
- Gao, Zhang & Zhang, 2016 : Two new species of Pseudotyrannochthoniidae, including the first species of Pseudotyrannochthonius (Pseudoscorpiones) from China. Acta Zoologica Academiae Scientiarum Hungaricae, vol. 62, no 2, p. 117–131.